# Beleg van Kasteel Altena
Het Beleg van Kasteel Altena vond plaats tussen 1 juli en 16 juli 1393 tijdens de Hoekse en Kabeljauwse twisten. Het beleg werd vooraf gegaan aan een beleg en inname van de stad Woudrichem, voordat men overging op het kasteel van Altena, waar Hoekse verdachten zich schuil hielden voor Albrecht van Beieren.

## Achtergrond

### Moord op Aleid van Poelgeest
In de nacht van 21 op 22 september 1392 werd Aleid van Poelgeest en haar metgezel Willem Cuser op het hof in Den Haag vermoord. Aleid was een geliefde van hertog Albrecht van Beieren en verdenkingen van deze politieke moord gingen al gauw naar Albrecht's zoon Willem van Oostervant.
Binnen korte tijd waren er 54 voornamelijk Hoekse edelen verdacht van deze moord, waaronder Hugo en Dirk die Blote als uitvoerders. Ook Willem van Oostervant vertrekt begin 1393 van het Haagse hof naar zijn bezittingen in het Land van Altena.
Coenraad Cuser die wraak wilde voor de dood op zijn zoon, deze werd ook omgebracht naast Aleid van Poelgeest, kreeg de opdracht van Albrecht van Beieren om de kastelen Hodenpyl, Heemstede, Warmond en Paddenpoel te veroveren of te verwoesten.

## Beleg
Eind juni 1393 kwam Albrecht van Beieren per schip aan in Gorinchem en voerde met boten over de Merwede met een samengesteld leger naar Woudrichum om de stad tot een overgave te dwingen op Sint Peterus & Paulusdag (30 juni), omdat hun heer Willem VI van Horne zou samenzweren met zijn zoon Willem van Oostervant tegen hem. De stadsmuren moesten na overgave omver getrokken worden.
Rond 1 juli werd het slot Altena omsingeld door het leger van Albrecht van Beieren, waar in de loop van de volgende dagen steeds zwaarder geschut werd aangevoerd, zoals katapulten, stormrammen en ander geschut. De bisschop van Luik kwam als tussenpersoon bemiddelen en raadsheren uit Henegouwen, Holland en Zeeland kwamen over voor overleg. Ook raadsheren van de heervan Oostervant kwamen ook voor gesprekken in de opgezette tenten voor de burcht van Altena. Willem van Oostervant was al op 13 juli (Sint-Margarietsdag) naar 's-Hertogenbosch gevlucht en liet de verdediging van het kasteel over aan zijn "Hoekse vrienden". Eerst werd er gedreigd met het uithongeren van de belegerden, maar al na enkele dagen werd besloten tot het ondervuur nemen van het kasteel. In twee weken tijd werd het slot verwoest tot er nog maar twee torens overeind stonden. Volgens overleveringen zouden de Hoekse heren als Hugo die Blote, Philips van Cralingen, Dirk die Blote en Foyken, heer van Waalwijk zich in een van de torens opgehouden hebben en besloten tot een overgave aan Albrecht van Beieren, waarbij ze een vrije aftocht kregen van de Hollandse graaf.

## Nasleep
Willem van Oostervant vluchtte na de overgave van zijn Hoekse vrienden naar Frankrijk, waar hij tot 1395 verbleef. In 1396 verzoende vader en zoon zich definitief door middel van een veldtocht naar Friesland. De heren die Blote moesten als boetedoening op bedevaart naar de "Onze Lieve Vrouwenkerk" te Lyon. Alle kerken, kloosters en abdijen binnen de graafschappen Holland, Zeeland en Henegouwen moesten 800 zielenheil missen opdragen aan de vermoorden Aleid van Poelgeest en Willem Cuser.

### Moderne doorwerking
In het weekend van 14, 15 en 16 juli 2018 werd in het dorp Almkerk een festiviteit gehouden ter herinnering aan het Beleg van Altena 625 jaar geleden. Nu omgedoopt tot de Slag om Altena werden er middeleeuwse spelen gehouden als zwaardgevechten, ridder toernooien en veld gevechten.